# 郡中站
郡中站（日语：／ Gunchū eki */?）是位於日本愛媛縣伊予市的鐵路車站，隸屬於伊予鐵道。車站編號為IY34。本站曾是郡中線的終點站，由新川站起漸漸與愛媛縣道22號分開，並移向國道378號並行。

## 車站結構

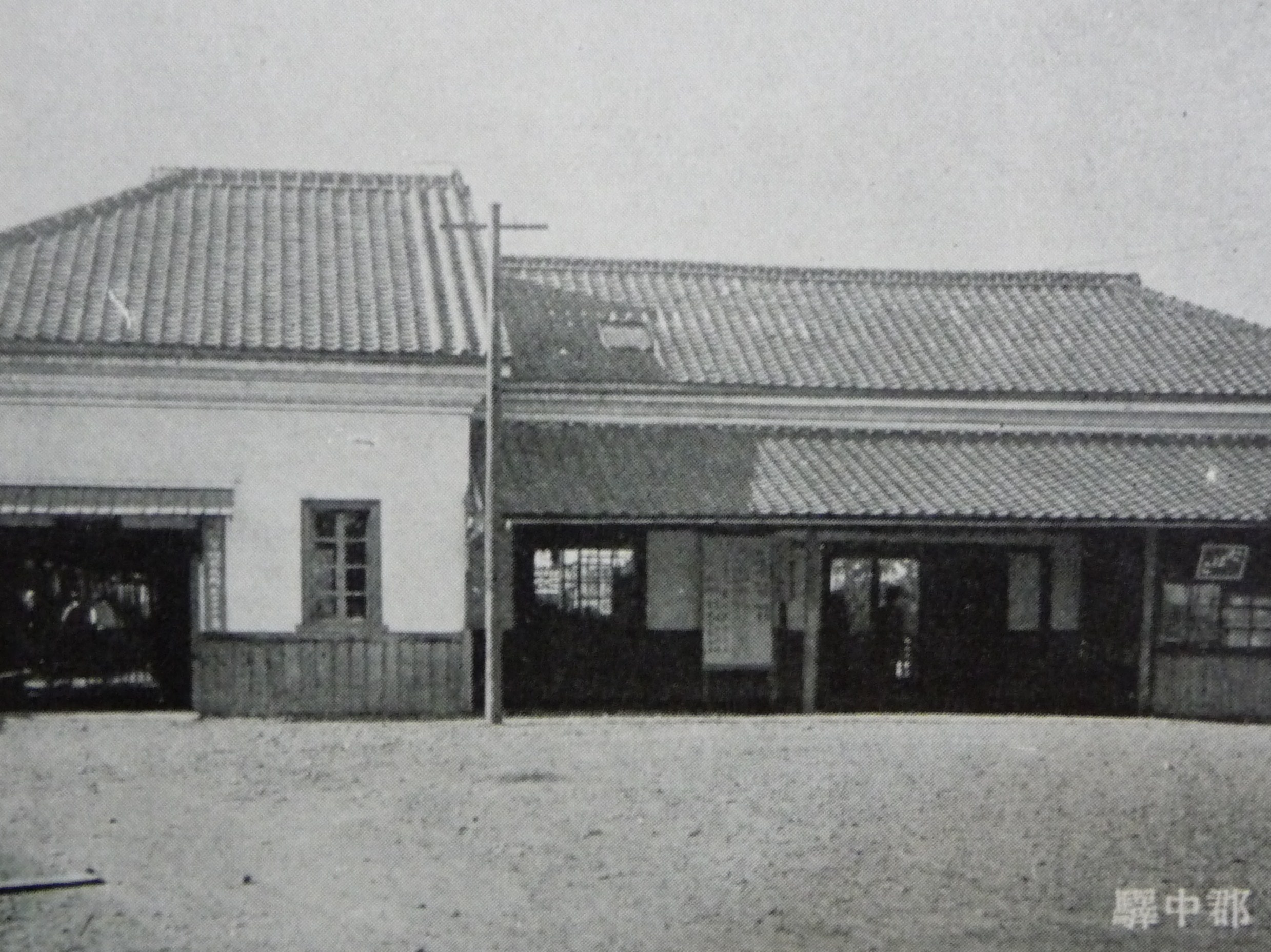
1930年代的郡中站站舍。

本站的站房為木造站房，曾經過翻新，並以站房的側面作為正門，正門前端的車站廣場加設了無障礙通道。站房內部前端為車站大廳、自動售票機及開放式閘口；後端為站務室及獨立候車室，並設有候車座椅。驗票閘口與月台皆處於同一水平面。

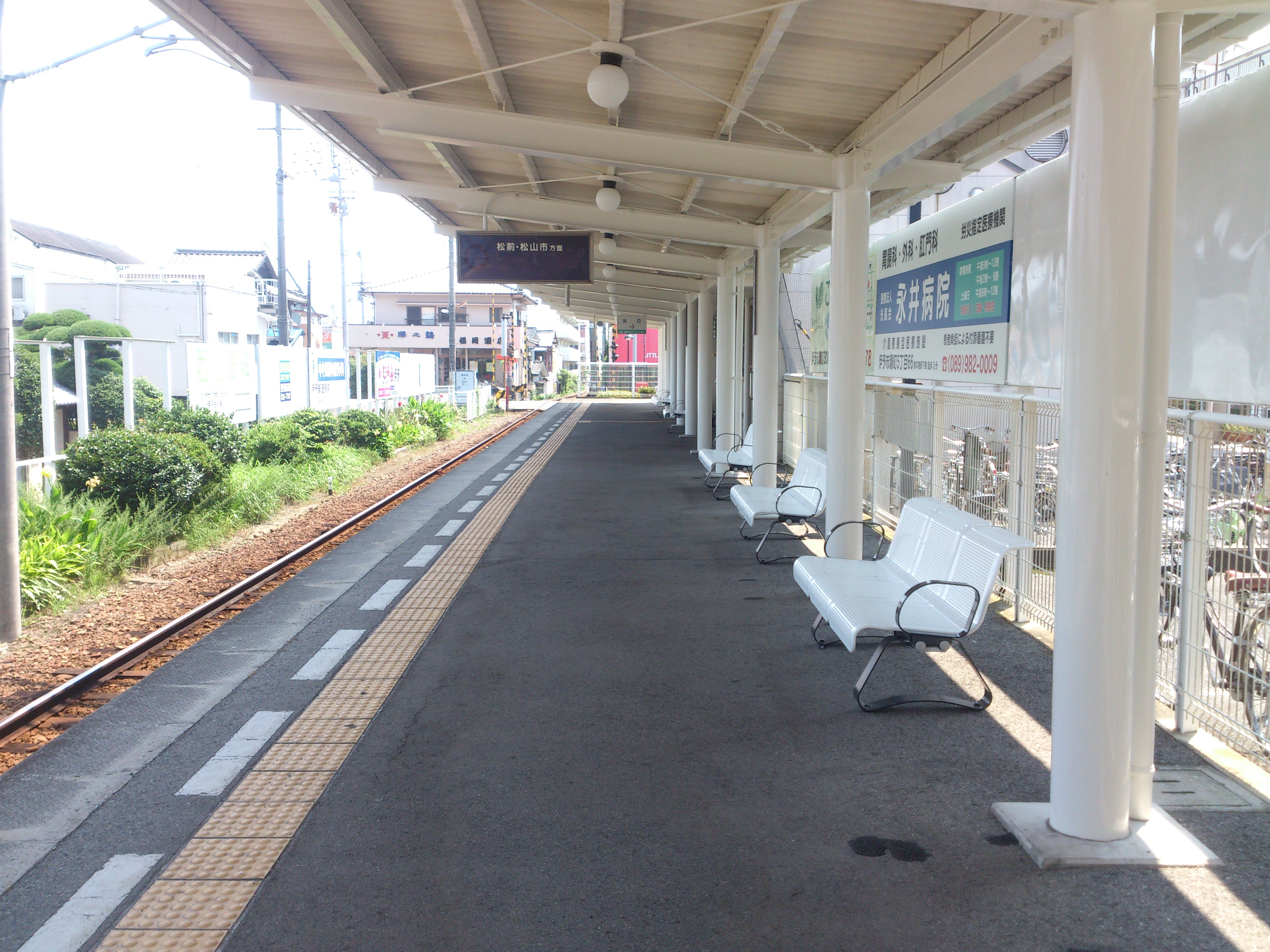
候車月台。（2015年8月）

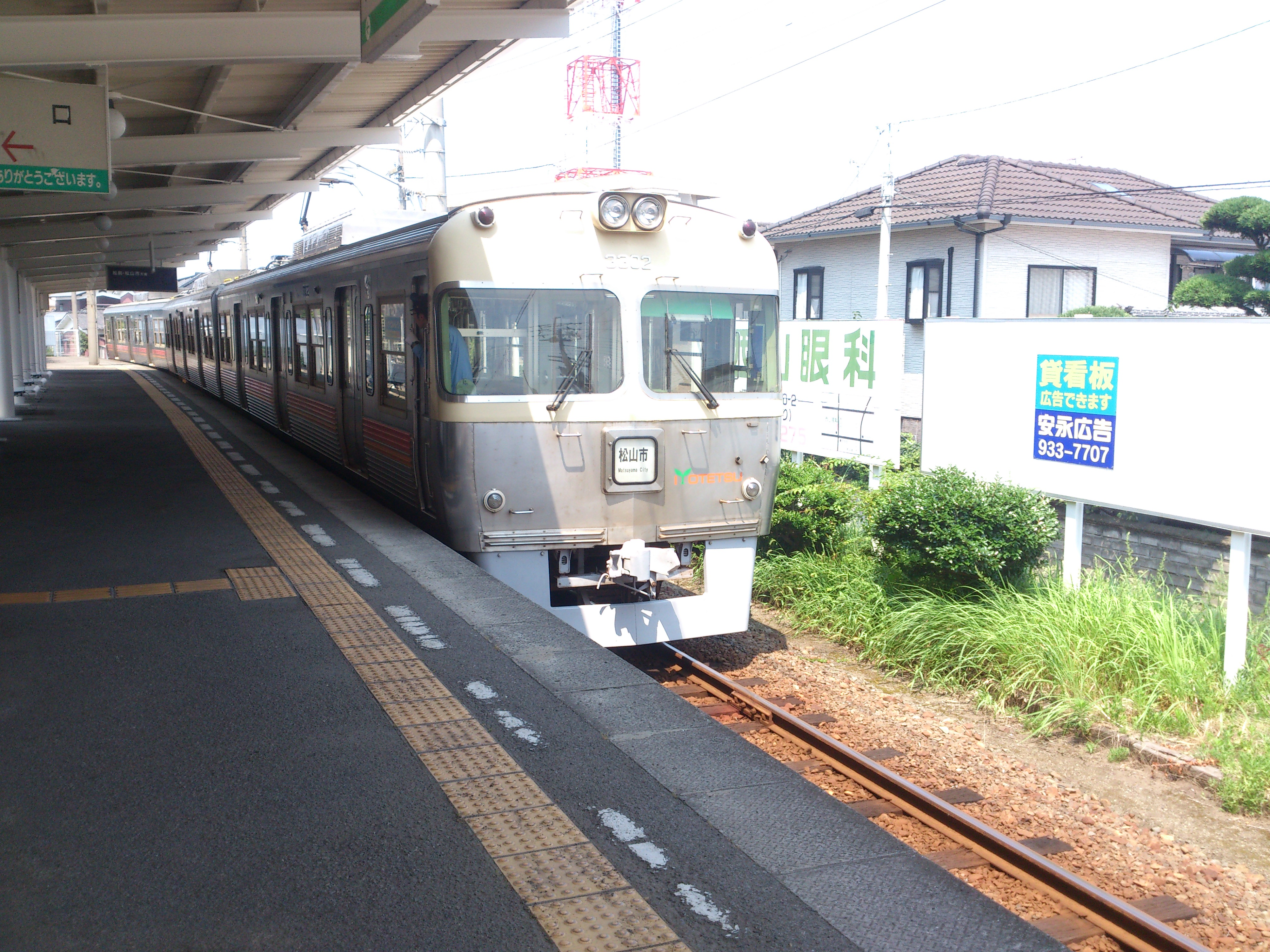
一列開往松山市站的3000系列車剛離開月台。（2015年8月）

站內設有側式月台1個，列車無法在此進行交換。由於本站過去為郡中線的終點站，月台長度稍比其他車站為長，實際長度接近4輛（雖然有效長度仍為3輛）。而凡列車停靠的位置，均設有月台上蓋。除了採用一般的立地式的鐵板站牌外，更設有懸垂式的站牌燈箱，除松山市站外，鮮有其他車站採用。
列車靠站時，下行往郡中港為右側開門；上行往松山市為左側開門。

### 月台配置
| 路線    | 方向 | 目的地     |
| ------- | ---- | ---------- |
| ■郡中線 | 上行 | 松山市方向 |
| ■郡中線 | 下行 | 郡中港方向 |

## 歷史
- 1896年7月4日：開業。
- 1900年5月1日：改由伊予鐵道經營。
- 1939年5月10日：路線延長至郡中港站，改為中途站。
- 2025年3月18日：伊予鐵內所有郊外鐵道線均可使用ICOCA及全國交通系IC卡[5][6][7]。

## 使用情況
| 年度   | 1日平均乗車人數 |
| ------ | --------------- |
| 1998年 | 569             |
| 1999年 | 533             |
| 2000年 | 521             |
| 2001年 | 518             |
| 2002年 | 541             |
| 2003年 | 545             |
| 2004年 | 544             |
| 2005年 | 526             |
| 2006年 | 523             |
| 2007年 | 524             |
| 2008年 | 533             |
| 2009年 | 561             |
| 2010年 | 540             |
| 2011年 | 543             |

## 相鄰車站
伊予鐵道
■ 郡中線
新川（IY33）－郡中（IY34）－郡中港（IY35）

## 外部連結
- 伊予鐵道郡中站公式網頁。 （页面存档备份，存于）